# 고향집
고향집은 1981년 방영된 KBS 설특집 드라마였다.

## 줄거리
한 의원은 한약방을 운영하고 있었던 어머니와 사별하고 늙은 아버지를 모시고 살고 있지만 아들 4명과 딸 1명을 두고 키우는 자식들을 위해서 가족들의 드라마.

## 출연
- 이낙훈 : 한 의원 역
- 안영주 : 한 의원 부인 역
- 최명수 : 한 의원 아버지인 한 노인 역
- 남일우 : 한 의원 장남 한윤일 역
- 정영숙 : 한 의원 맏며느리 역
- 노주현 : 한 의원 차남 한윤석 역
- 박혜숙 : 한 의원 둘째 며느리 역
- 김영철 : 한 의원 삼남 한윤신 역
- 유지인 : 한 의원 셋째 며느리 역
- 이경진 : 한 의원 넷째이자 외동딸 한윤경 역
- 연규진 : 한 의원 사위 양 서방 역
- 이구순 : 한 의원 막내아들 한윤민 역
- 황치훈 : 한 의원 손자 한석이 역 - 한민자의 사촌 남동생